# Pyrrhargiolestes
Pyrrhargiolestes is een geslacht van waterjuffers (Zygoptera) uit de familie van de Argiolestidae.

## Soorten
Pyrrhargiolestes omvat zeven soorten:
- Pyrrhargiolestes angulatus (Theischinger & Richards, 2007)
- Pyrrhargiolestes aulicus (Lieftinck, 1949)
- Pyrrhargiolestes kula (Englund & Polhemus, 2007)
- Pyrrhargiolestes lamington Kalkman & Theischinger, 2013
- Pyrrhargiolestes sidonia (Martin, 1909)
- Pyrrhargiolestes tenuispinus (Lieftinck, 1938)
- Pyrrhargiolestes yela Kalkman & Theischinger, 2013